# Bangunsari (Pamarican)
Bangunsari is een bestuurslaag in het regentschap Ciamis van de provincie West-Java, Indonesië. Bangunsari telt 6834 inwoners (volkstelling 2010).